# Robert Haigh
Robert Irwin Haigh (* 27. März 1945 in Adelaide) ist ein ehemaliger australischer Hockeyspieler und -trainer. Als Spieler gewann er mit der australischen Nationalmannschaft 1968 und 1976 die olympische Silbermedaille. Als Trainer führte er die australische Damen-Nationalmannschaft 2000 zu olympischem Gold.

## Sportliche Karriere
Der 1,70 m große Robert Haigh spielte im Mittelfeld. 1968 wurden die Australier bei den Olympischen Spielen in Mexiko-Stadt in der Vorrunde Zweite hinter Pakistan. Im Halbfinale trafen sie auf die indische Mannschaft, die Australier siegten mit 2:1 nach Verlängerung. Damit erreichten die Inder erstmals seit 40 Jahren nicht das Olympiafinale. Im Finale unterlagen die Australier mit 1:2 gegen Pakistan. Bei seiner zweiten Olympiateilnahme 1972 in München belegte Haigh mit der australischen Mannschaft nur den vierten Platz in der Vorrunde. In den Platzierungsspielen erreichten die Australier den fünften Platz. Vier Jahre später bei den Olympischen Spielen 1976 in Montreal siegte in der Vorrundengruppe die Mannschaft der Niederlande. Dahinter lagen Australien und Indien gleichauf, die Australier gewannen das Entscheidungsspiel im Penaltyschießen, wobei Haigh seinen Penalty verwandelte. Im Halbfinale besiegten die Australier die Mannschaft Pakistans mit 2:1 und trafen im Finale auf die Neuseeländer. Die Neuseeländer siegten mit 1:0 und gewannen ihre einzige olympische Medaille im Hockey.
Bei den Olympischen Spielen 2000 in Sydney war Robert Haigh als Nachfolger von Ric Charlesworth Cheftrainer der australischen Damennationalmannschaft, wobei Charlesworth weiterhin zum Betreuungskader gehörte. Die Australierinnen gewannen wie vier Jahre zuvor die olympische Goldmedaille.